# Émile Waldteufel
Pour les articles homonymes, voir Lévy.
Ne doit pas être confondu avec Émile Lévy ou Emile Levy.

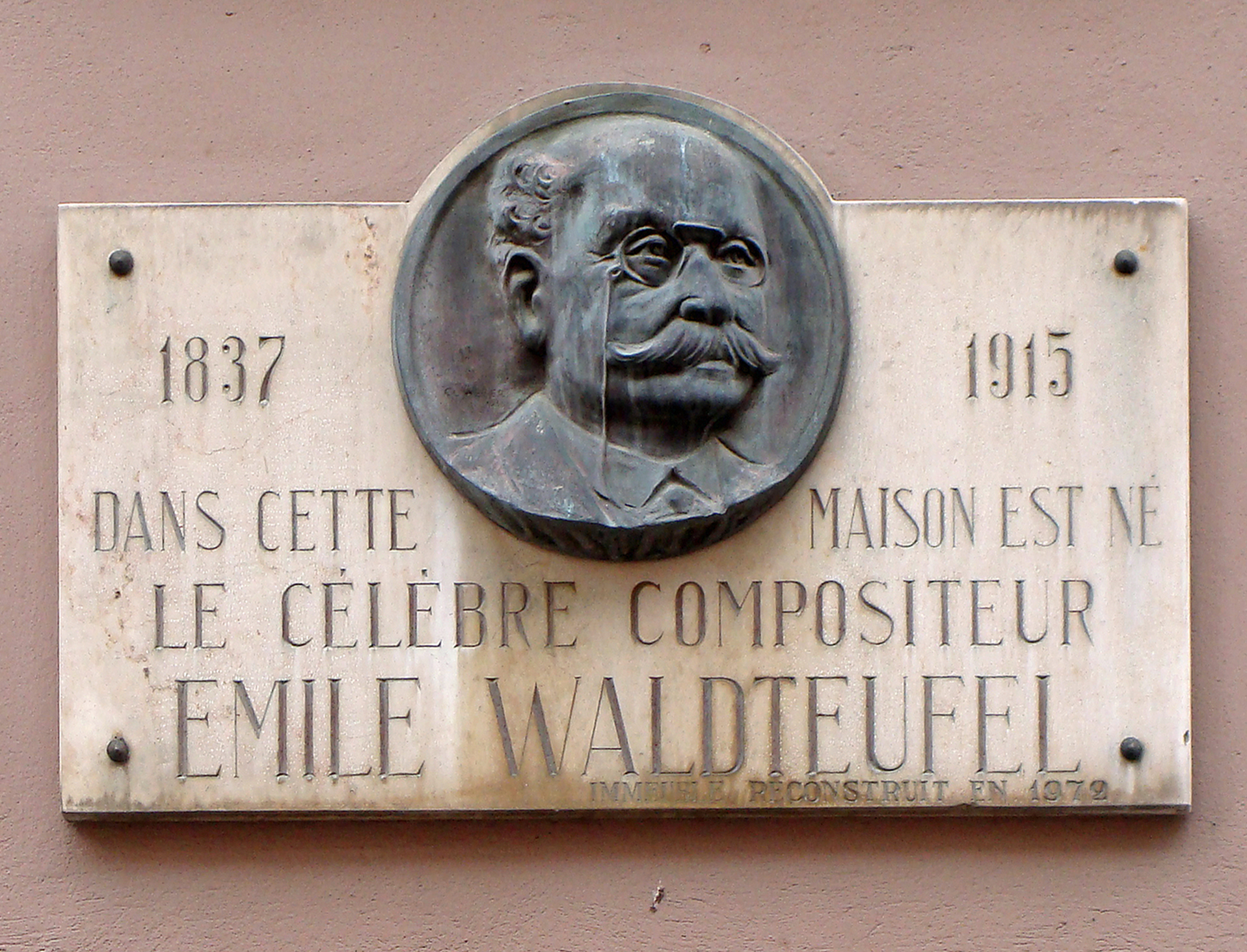
Plaque commémorative d'Émile Waldteufel Grand'Rue à Strasbourg

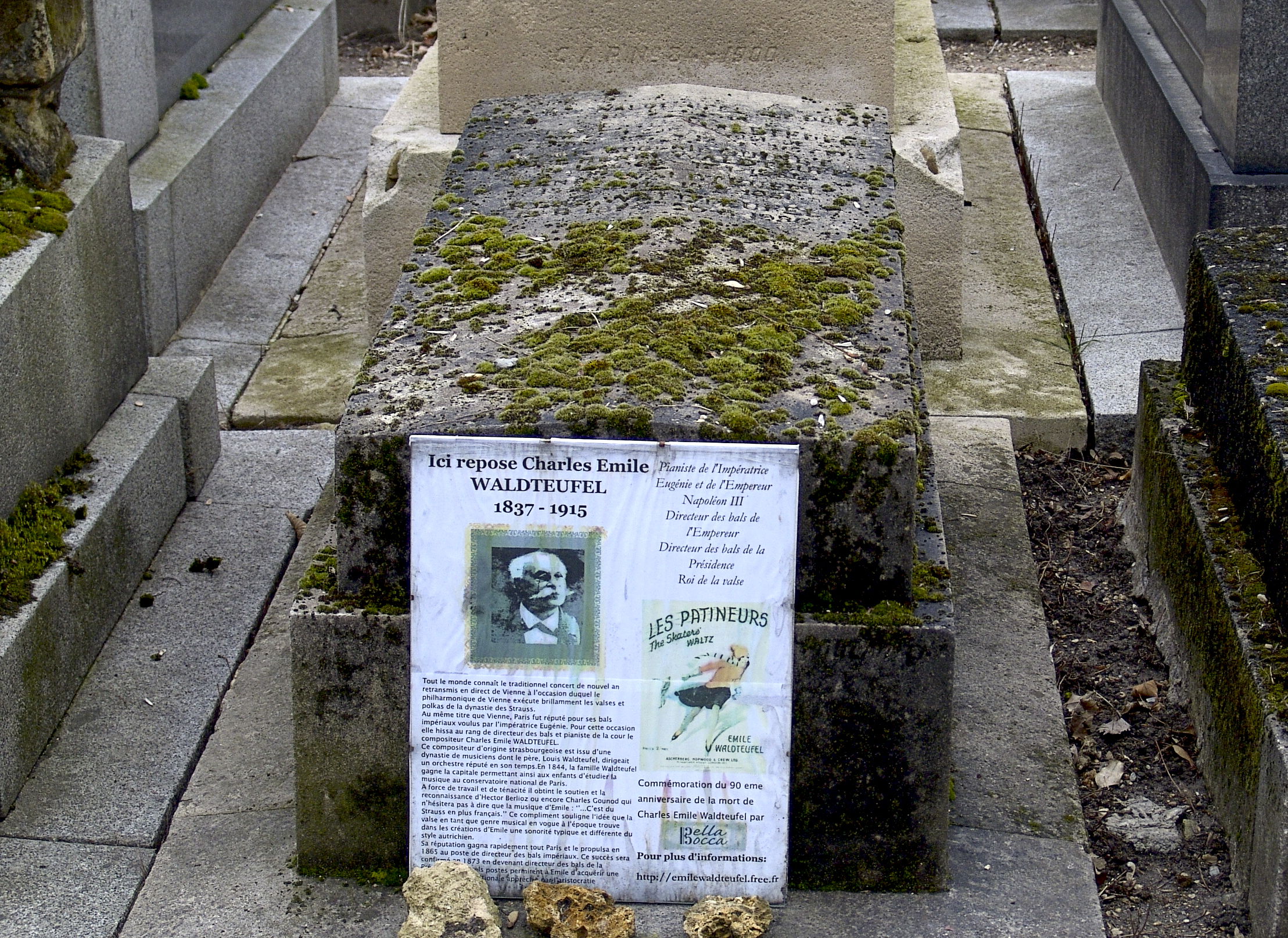
Tombe d'Émile Waldteufel au cimetière du Père-Lachaise à Paris

Charles Émile Lévy Waldteufel, connu sous le nom d'Émile Waldteufel, né à Strasbourg le 9 décembre 1837 et mort le 12 février 1915 à Paris, à son domicile du 9e arrondissement, est un compositeur français.

## Biographie
Charles Émile Waldteufel est issu d'une lignée de musiciens dont le fondateur fut Moyse Lévy, musicien ambulant à Bischheim en Alsace, qui se choisit le pseudonyme de Waldteufel qui deviendra le nom officiel de la famille en 1808. Un de ses fils, Lazare Lévy (1801-1884), alias Louis Waldteufel, violoniste et chef d'orchestre, eut quatre fils : Achille (1830-1896), Isaac (1832-1884), dit Léon, chef d'orchestre des bals de la cour et de la présidence, Salomon, dit Édouard (1834-?), et Charles Émile, dit Émile, qui fut le plus connu et le compositeur le plus prolifique de la famille.
Émile Waldteufel reçoit une partie de son éducation musicale par sa mère Flora Neubauer, originaire de Munich. En 1844, sa famille s'installe à Paris pour que son frère Léon puisse apprendre le violon au Conservatoire. À son tour, Émile y est inscrit de 1853 à 1857 pour étudier le piano ; Jules Massenet et Georges Bizet y sont ses condisciples. Waldteufel, comme beaucoup d'autres pianistes de son époque, composait au piano ses œuvres, mais dans la perspective d'orchestrations ultérieures en fonction des conditions de représentation (salons privés, salles de bal ou bals de plein-air).
Durant le Second Empire, Waldteufel écrit de nombreuses danses qui le font connaître. En 1865, particulièrement apprécié par l'impératrice, il devient directeur de la musique de danse de la cour impériale de Napoléon III et pianiste attitré de la souveraine. Il est chargé d'animer les fameuses soirées dansantes de Biarritz et de Compiègne. À partir de 1867, l'orchestre de Waldteufel accompagne les bals aux Tuileries, prenant ainsi la suite d'Isaac Strauss, que Berlioz appelle « le Strauss de Paris » dans ses mémoires, puis ceux de l'Élysée après la Guerre franco-allemande de 1870.
En 1874, il est remarqué par le prince Édouard de Galles, qui lui propose de le faire connaître en Grande-Bretagne. S'ensuit un contrat avec la société d'édition londonienne Hopwood & Crew qui lui permet d'être joué lors des bals de la reine au palais de Buckingham. Sa musique y domine les programmes durant plusieurs années. La Valse des patineurs (1882) lui vaut une renommée internationale, et il est désormais joué à Londres, à Berlin et à Paris avec succès jusqu'au début du XXe siècle.
La valse Dolorès d'Émile Waldteufel (op. 170; 1880) est la base de la chanson russe Ma Chérie, tu m'entends (ru: «Милая, ты услышь меня»).
La musique de Waldteufel est caractérisée par un sens mélodique dans la tradition des mélodistes français de son époque, tels Gounod, Saint-Saëns ou Bizet. Son inspiration s'étend des opéras comiques d'Audran, Lacôme ou Offenbach jusqu'à la musique populaire bavaroise, qu'il connait par sa mère, ou le folklore de Bohême. Son œuvre abondante comporte essentiellement de la musique de danse : valses, polkas et mazurkas ainsi que des mélodies qui firent sa réputation.
Ses cendres ont été déposées sous une pierre tombale au cimetière du Père-Lachaise (90e division).
À Strasbourg, une plaque commémorative ornée d'un médaillon en bronze sculpté par Clément Weber a été apposée sur sa maison natale au 84, Grand'Rue le 20 septembre 1936 par la Fédération des Sociétés de Mandolines d'Alsace Lorraine (FSMAL) en présence de sa fille Berthe Rolet et de ses fils Louis René et Émile Henri.

## Principales œuvres
- Acclamations, valse
- Amour et Printemps, valse

Cette valse Amour et Printemps a servi à la fin du XXe siècle de musique pour le générique de l'émission télévisée Ciné-club. On attribue souvent faussement la paternité de cette valse Amour et Printemps au compositeur russe Dimitri Chostakovitch car il l'a effectivement utilisée dans l'une de ses œuvres.
- Bien aimés, valse
- Bella bocca ou Bonne bouche, polka
- Dans les nuages
- Dolorès - sur la base de cette musique a été créée la célèbre chanson russe «Ma chérie, entendez me» («Милая, ты услышь меня»)
- Doux poème
- La Source - valse op. 180 (1882), dédiée à madame Jules Gommès
- España, valse

Cette valse España est dérivée de la rhapsodie du même nom d'Emmanuel Chabrier et elle a une mélodie identique.
- Estudiantina - sur la base de cette musique a été créée la célèbre chanson russe «Мой костёр в тумане светит» («Мой костёр в тумане светит»)
- L'Esprit français, polka
- Les Grenadiers, valse, nommée d'après les Grenadier Guards du Royaume-Uni.
- Les Patineurs, valse
- Les Sirènes
- Les Sourires, dédiée à Mme Maurice Ephrussi née Rothschild
- Les Violettes
- Madeleine, dédiée à la marquise de Castellane
- Manolo
- Minuit, polka
- Myosotis
- Pomone, valse
- Prestissimo, galop
- Retour du printemps, polka
- Sentiers fleuris
- Sérénade des étudiants, valse
- Soir d'amour
- Sous la voûte étoilée
- Toujours ou jamais
- Très jolie, valse

## Postérité
- L'utilisation d'Amour et Printemps comme l'indicatif de l'émission française télévisée Ciné-club a été pendant longtemps une des rares occasions d'entendre encore la musique de Waldteufel à la fin du XXe siècle. De nos jours, la Valse des patineurs et une poignée d'autres pièces continuent d'illustrer des films, téléfilms (Chez Maupassant, première saison), dessins animés (Bob l'éponge), et publicités (Afflelou).
- La pianiste et compositrice Berthe Waldteufel (1883-1969), fille du musicien, est l'arrière-grand-mère de l'auteur-compositeur-interprète Julien Doré.
- Deux œuvres de Waldteufel ont été interprétées lors du traditionnel concert du nouvel an à Vienne :
  - Espana, valse, op. 23 : en 2016 (Mariss Jansons).
  - Les patineurs, valse, op.183 : en 2017 (Gustavo Dudamel).